# Psí vojáci
Psí vojáci – czeska grupa muzyczna grająca rock alternatywny, która działała w latach 1979–2011.
W skład grupy wchodzili:
- Filip Topol
- David Skála
- Janek Hazuka

Liderem grupy był Filip Topol – pianista, wokalista, kompozytor i tekściarz.
Znana postać czeskiej sceny muzycznej, który w wieku 12 lat wystąpił na koncercie na cześć grupy The Plastic People of the Universe (zorganizowanym przez Václava Havla).
Z przyczyn politycznych grupa działała poza oficjalnym obiegiem aż do 1986 roku. Publicznie grupa początkowo występowała pod nazwą P.V.O. (Psí vojáci osobně). Ich pierwszy album ukazał się dopiero w 1990 roku Nalej čistého vína, od tego czasu stała się szerzej znana. Muzyka grupy stanowiła ścieżkę dźwiękową czeskiego filmu z 1994 roku Żiletky w reżyserii Zdeňka Tyca.
Jeden z największych przebojów grupy  zatytułowany Žiletky, pochodzi właśnie z tego filmu.
Znaczną część tekstów grupy napisał brat Filipa, Jáchym Topol – znany czeski poeta i prozaik.

## Wybrana dyskografia
- P.V.O. (Rock debut 6) (1989)
- Nalej čistého vína, pokrytče (1991)
- Leitmotiv (1991)
- Live I. i Live II. (1993)
- Baroko v Čechách (1993)
- Sestra (1994, Jáchym Topol & Psí vojáci)
- Brutální lyrika (1995)
- Nechoď sama do tmy (1995)
- Sakramiláčku (1995)
- Národ Psích vojáků (1996)
- Hořící holubi (1997)
- Mučivé vzpomínky (1997) składanka utworów z lat 1987-1989
- Myši v poli a jiné příběhy (1999)
- U sousedů vyje pes (2001)
- Slečna Kristýna (2002)
- Těžko říct, (2003)